# Dactylolabis (Eudactylolabis) vestigipennis
Dactylolabis (Eudactylolabis) vestigipennis is een tweevleugelige uit de familie steltmuggen (Limoniidae). De soort komt voor in het Nearctisch gebied.